# Steven Price
Steven Price (Nottingham, 22 aprile 1977) è un compositore inglese di colonne sonore cinematografiche.
Conosciuto soprattutto per aver composto le colonne sonore dei film La fine del mondo e Gravity, entrambi del 2013. Per quest'ultimo ha ricevuto una nomination ai Golden Globe 2014 nella categoria Miglior colonna sonora ed ha vinto l'Oscar per la miglior colonna sonora.

## Filmografia parziale
- Attack the Block - Invasione aliena (Attack the Block), regia di Joe Cornish (2011)
- La fine del mondo (The World's End), regia di Edgar Wright (2013)
- Gravity, regia di Alfonso Cuarón (2013)
- Aningaaq, regia di Jonás Cuarón (2013) - cortometraggio
- Fury, regia di David Ayer (2014)
- Suicide Squad, regia di David Ayer (2016)
- Baby Driver - Il genio della fuga (Baby Driver), regia di Edgar Wright (2017)
- American Assassin, regia di Michael Cuesta (2017)
- Ofelia - Amore e morte (Ophelia), regia di Claire McCarthy (2018)
- The Aeronauts, regia di Tom Harper (2019)
- Over the Moon, regia di Glen Keane (2020)
- Archive, regia di Gavin Rothery (2020)
- Sweet Girl, regia di Brian Andrew Mendoza (2021)
- Ultima notte a Soho (Last Night in Soho), regia di Edgar Wright (2021)
- Beast, regia di Baltasar Kormákur (2022)
- My Policeman, regia di Michael Grandage (2022)

## Riconoscimenti
- 2014 - Premio Oscar
  - Miglior colonna sonora per Gravity
- 2014 - Golden Globe
  - Candidato alla Miglior colonna sonora per Gravity
- 2013 - St. Louis Film Critics Association Awards
  - Secondo classificato per le Migliori musiche per Gravity
- 2015 - Satellite Awards
  - Candidato alla Miglior colonna sonora per Fury
- 2014 - Critics' Choice Movie Award
  - Miglior colonna sonora per Gravity